# キーロフスキー地区
キーロフスキー地区（ロシア語: Кировский Район）はロシア沿海地方中部、ウスリー川の東岸に位置する地区（Район）。人口は30,000（1995年）、中心都市はキーロフスキー。地区の半分を森が覆っている。
サナトリウムと保養地開発が主要な産業で、農業、養蜂、林業も行われる。
化学物質（炭酸水素とカルシウム・マグネシウム）に富んだシマコフスキー鉱泉は透明で炭酸の豊富な水で地方の外でも知られている。シマコフカ村はこれを利用したユニークなヘルスセンターの集まりでそこには300人が入院するイメニ・ピャチデシャチレチヤサナトリウムがある。
この地域のランドマークがシマコフカ・リゾートで最も高い教会の塔、至聖三者ニコラエフスキー正教修道院で、これは19世紀末に建築された極東ロシアで唯一の旧式の男子修道院である。
地理的位置と気候条件、自然資源によりこの地区は沿海地方での観光地域となっている。